# Khnum
| W9 | G43 | C4 |

| W9 | G43 | C4 |

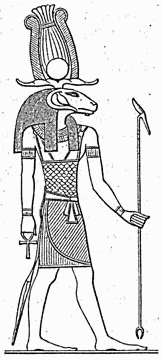
Khnum.

Khnum (in egizio: ẖnmw, pronuncia Khnemu) è una divinità egizia appartenente alla religione dell'antico Egitto. Particolarmente venerato ad Assuan e Ermopoli, in Egitto, si considera protettore delle sorgenti del Nilo e della potenza creatrice delle inondazioni; viene raffigurato come un uomo con la testa di capro, a volte sormontata dal geroglifico del suo nome, l'anfora khenem, oppure dalla corona Atef, mentre tiene in mano l'ankh.
Secondo il mito plasmò l'uovo della creazione, e viene considerato il vasaio divino, che dona la vita alle sue creazioni modellandole al tornio con il limo del Nilo. Le sue compagne sono Satet, raffigurata con la corona bianca dell'Alto Egitto adorna di corna di gazzella, e Anuqet, con un'alta corona di piume; insieme formano la cosiddetta triade di Elefantina, dal nome del loro centro cultuale principale.